# Iulotrichia semiumbrata
Iulotrichia semiumbrata là một loài bướm đêm trong họ Geometridae.